# Auchmis demavenda
Auchmis demavenda là một loài bướm đêm trong họ Noctuidae.